# The Communist International
The Communist International va ser la revista oficial de la Internacional Comunista amb seu a Moscou. La publicació es va editar des de 1919 fins al 1943 en una multiplicitat d'idiomes de manera irregular depenent de l'idioma i l'any, i es considera una font primària vital per a l'estudi del moviment comunista internacional.

## Història
The Communist International va ser una revista estrenada el març de 1919 coincidint amb la fundació de la Internacional Comunista a Moscou. La publicació pretenia ser l'òrgan oficial del Comitè Executiu de govern de la Internacional Comunista, encapçalada pel seu president, Grigori Zinóviev, i es va publicar inicialment en les quatre llengües més utilitzades pel moviment comunista internacional: el rus, l'alemany, l'anglès i el francès.
Els primers números de la revista van ser confeccionats a les oficines de la Komintern a l'Institut Smolni de Petrograd, i Zinóviev figurava com a editor en cap. La revista va néixer amb la voluntat de transmetre notícies, teoria marxista, idees estratègiques i declaracions oficials de l'anomenat «Partit Mundial», la Komintern, als seus partidaris i simpatitzants d'arreu del món, amb l'objectiu d'obrir el camí al món de la revolució.
El principal col·laborador de The Communist International durant el seu primer any de publicació va ser Grigori Zinóviev, que va contribuir amb 11 peces signades, Lenin en va signar 7 per als set números de 1919, i Victor Serge uns quantes més.
A partir de principis dels anys 1920 la confecció de la revista en edicions no russes es va descentralitzar, amb l'edició en anglès publicada a Londres i des d'allà enviada als Estats Units. A mesura que augmentava la seva disponibilitat la revista es va convertir en una lectura obligatòria per als líders dels partits comunistes d'arreu del món.
Durant el 1925 i el 1926 la revista va aparèixer mensualment tant en rus com en anglès. El setembre de 1926 l'edició russa va passar a una periodicitat setmanal, amb l'edició anglesa passant a quinzenal el 1927. Aquesta freqüència de dues vegades al mes de l'edició anglesa es va mantenir fins al setembre de 1935, quan la revista va tornar a ser mensual.
A partir del gener de 1934 es van produir edicions paral·leles en anglès de The Communist International a Londres i a Nova York, inicialment amb portades i paginacions idèntiques, però finalment amb una forma i un contingut diferents. Aquesta situació va canviar dràsticament a finals de 1939, després de la signatura del Pacte Mólotov-Ribbentrop, que va obrir el camí per a la guerra entre l'Alemanya nazi i el Regne Unit.
L'edició britànica de la revista es va acabar el desembre de 1939, tot i que es va permetre que aparegués una versió estatunidenca partir de 1940, editada per Earl Browder, al servei del Partit Comunista dels Estats Units d'Amèrica, fins al 1943. The Communist International va ser reeditada en tapa dura per l'editorial Greenwood Press el 1968.